# Aéroport international de Daegu
L'aéroport international de Daegu (coréen : 대구국제공항, romanisé Daegu Gukje Gonghang) (code IATA : TAE • code OACI : RKTN) est situé à Daegu en Corée du Sud. 
Il dessert quelques lignes intérieures en direction d'Incheon et de Jeju, ainsi que des lignes internationales avec des vols pour la Chine. Une nouvelle piste (13R/31L) a récemment été construite. En 2011, 1 178 212 passagers ont utilisé l'aéroport.
Durant la guerre de Corée, il est utilisé comme base aérienne sous le nom de K-2. Une base aérienne de la Force aérienne de la république de Corée occupe actuellement une partie du site.

## Situation
| \| 50 km1:7 951 000 \| Cheongju Daegu Pusan · Gimhae Séoul · Gimpo Gunsan Gwangju Séoul · Incheon Jeju Muan Pohang Sachéon Ulsan Wonju Yangyang Yeosu |
| 50 km1:7 951 000 |

## Statistiques
Le graphique qui aurait dû être présenté ici ne peut pas être affiché car il utilise l'ancienne extension Graph, désactivée pour des questions de sécurité. Des indications pour créer un nouveau graphique avec la nouvelle extension Chart sont disponibles ici.

Voir la requête brute et les sources sur Wikidata.

## Compagnies aériennes et destinations
| Compagnies             | Destinations |
| ---------------------- | --- |
| Air Busan              | Đà Nẵng, Fukuoka, Kitakyushu , Osaka-Kansai, Sanya-Phénix, Shin-Chitose, Taïwan-Taoyuan, Tokyo-Narita, Jeju, Séoul-Gimpo                                                             |
| Asiana Airlines        | Jeju |
| China Eastern Airlines | Shanghai-Pudong |
| Jeju Air               | Jeju, Pékin-Capitale, En saison : Đà Nẵng |
| Korean Air             | Jeju, Shenyang, Séoul-Incheon |
| Tigerair Taiwan        | Taïwan-Taoyuan |
| T'way Airlines         | Jeju, Bangkok-Suvarnabhumi, Cam Ranh , Mactan-Cebu, Đà Nẵng, Fukuoka, Guam-A.-B.-Won-Pat, Hong Kong, Jeju, Okinawa-Naha, Osaka-Kansai, Shanghai-Pudong, Taïwan-Taoyuan, Tokyo-Narita |

Édité le 16/02/2018